# Coppa Nordamericana di skeleton 2003
La Coppa Nordamericana di skeleton 2003 è stata la terza edizione del circuito continentale nordamericano di skeleton, manifestazione organizzata dalla Federazione Internazionale di Bob e Skeleton; è iniziata il 23 novembre 2002 a Lake Placid, negli Stati Uniti, e si è conclusa il 21 dicembre 2002 a Park City, sempre negli Stati Uniti. Vennero disputate sei gare: tre per le donne e altrettante per gli uomini in tre differenti località.
Vincitori dei trofei, conferiti agli atleti classificatisi per primi nel circuito, sono stati la statunitense Noelle Pikus-Pace nel singolo femminile e il connazionale Brian McDonald in quello maschile.

## Calendario
| Località    | Data             | Donne | Uomini |
| ----------- | ---------------- | ----- | ------ |
| Lake Placid | 23 novembre 2002 | ●     | ●      |
| Calgary     | 7 dicembre 2002  | ●     | ●      |
| Park City   | 21 dicembre 2002 | ●     | ●      |
| Totale      | Totale           | 3     | 3      |

## Risultati

### Donne
| Data             | Località    | Prime classificate            | Seconde classificate          | Terze classificate    |
| ---------------- | ----------- | ----------------------------- | ----------------------------- | --------------------- |
| 23 novembre 2002 | Lake Placid | Noelle Pikus-Pace Stati Uniti | Babs Isak Stati Uniti         | Sarah Lacey Canada    |
| 7 dicembre 2002  | Calgary     | Babs Isak Stati Uniti         | Noelle Pikus-Pace Stati Uniti | Vaughn Hauser Canada  |
| 21 dicembre 2002 | Park City   | Lyndsie Peterson Stati Uniti  | Noelle Pikus-Pace Stati Uniti | Babs Isak Stati Uniti |

### Uomini
| Data             | Località    | Primi classificati         | Secondi classificati      | Terzi classificati        |
| ---------------- | ----------- | -------------------------- | ------------------------- | ------------------------- |
| 23 novembre 2002 | Lake Placid | Brian McDonald Stati Uniti | Adam Pengilly Regno Unito | Terry Holland Stati Uniti |
| 7 dicembre 2002  | Calgary     | Brian McDonald Stati Uniti | Nathan Cicoria Canada     | Clint Russell Canada      |
| 21 dicembre 2002 | Park City   | Brian McDonald Stati Uniti | Chad Omweg Stati Uniti    | Nathan Cicoria Canada     |

## Classifiche

### Donne
| Pos. | Atleta                   | Nazione     | LAK | CAL | PKC | Punti |
| ---- | ------------------------ | ----------- | --- | --- | --- | ----- |
| 1    | Noelle Pikus-Pace        | Stati Uniti | 1   | 2   | 2   | 97    |
| 2    | Babs Isak                | Stati Uniti | 2   | 1   | 3   | 94    |
| 3    | Sarah Lacey              | Canada      | 3   | 5   | 7   | 70    |
| 4    | Jody Barton              | Stati Uniti | 4   | 8   | 6   | 64    |
| 5    | Lyndsie Peterson         | Stati Uniti | -   | 4   | 1   | 60    |
| 6    | Tea Karvinen             | Finlandia   | 5   | 10  | 10  | 55    |
| 7    | Elaine Iba               | Stati Uniti | 8   | 13  | 5   | 54    |
| 8    | Vaughn Hauser            | Canada      | -   | 3   | 4   | 53    |
| 9    | Marta Schultz            | Stati Uniti | 5   | 14  | 12  | 49    |
| 10   | Michella Wichmann-Moller | Danimarca   | 11  | 6   | -   | 36    |

### Uomini
| Pos. | Atleta         | Nazione     | LAK | CAL | PKC | Punti |
| ---- | -------------- | ----------- | --- | --- | --- | ----- |
| 1    | Brian McDonald | Stati Uniti | 1   | 1   | 1   | 150   |
| 2    | Nathan Cicoria | Canada      | 6   | 2   | 3   | 118   |
| 3    | Mike Cline     | Stati Uniti | 4   | 4   | 8   | 103   |
| 4    | Chad Omweg     | Stati Uniti | 7   | 8   | 2   | 101   |
| 5    | Adam Pengilly  | Regno Unito | 2   | 9   | 7   | 99    |
| 6    | Clint Russell  | Canada      | 5   | 3   | 11  | 97    |
| 7    | Ryan Geertsen  | Stati Uniti | 12  | 6   | 4   | 90    |
| 8    | Martin Kvapil  | Canada      | 9   | 5   | 12  | 80    |
| 9    | Caleb Smith    | Stati Uniti | 10  | 16  | 5   | 74    |
| 10   | Jared Griffin  | Stati Uniti | 11  | 14  | 6   | 71    |